# 33405 Rekhtman
33405 Rekhtman è un asteroide della fascia principale. Scoperto nel 1999, presenta un'orbita caratterizzata da un semiasse maggiore pari a 2,2328586 UA e da un'eccentricità di 0,1562259, inclinata di 3,35295° rispetto all'eclittica.